# Ranil Jayawardena

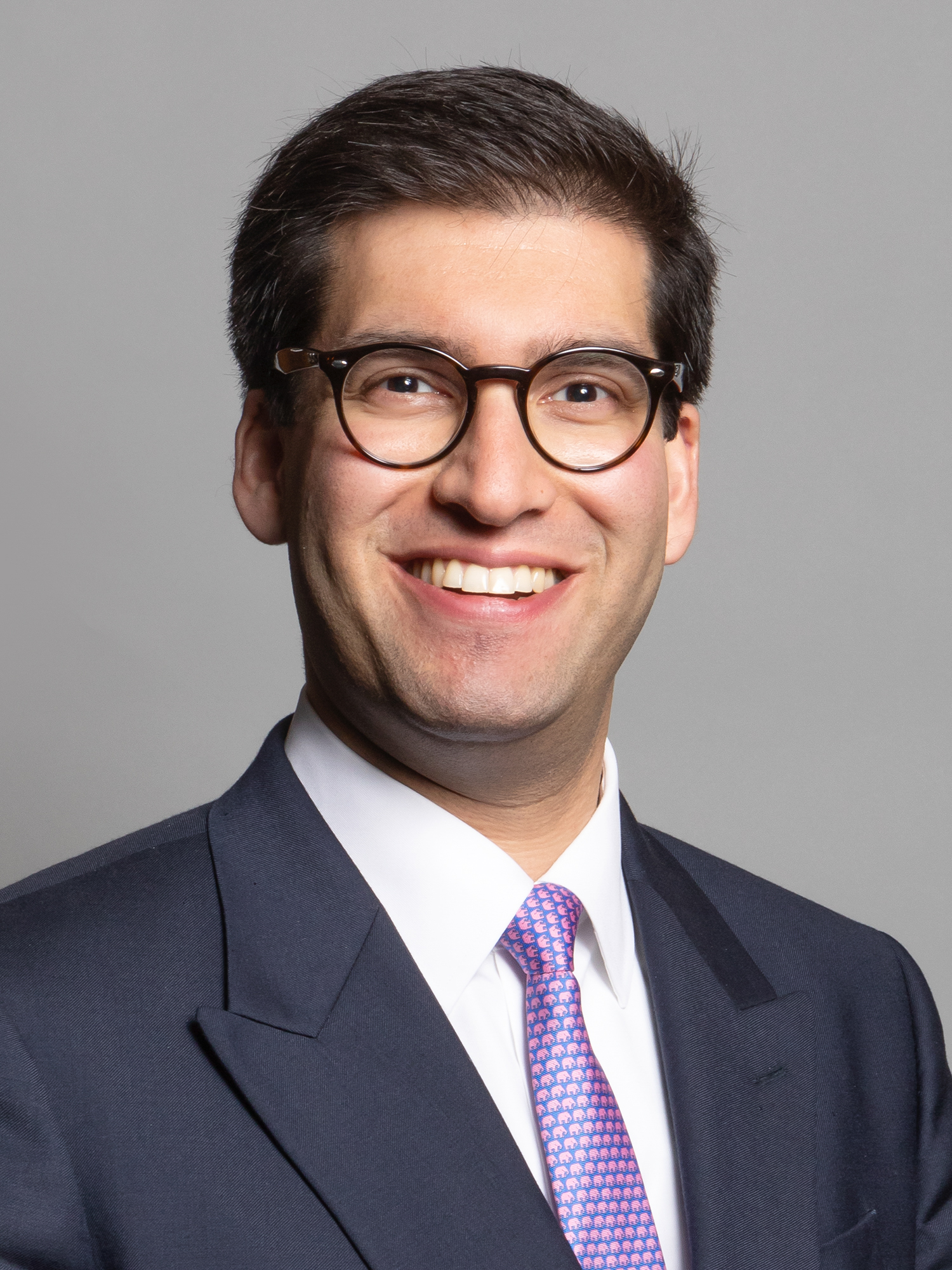
Ranil Jayawardena (2020)

Sir Ranil Malcolm Jayawardena (* 3. September 1986 in London) ist ein britischer Politiker der Conservative Party, der seit 2010 Mitglied des Unterhauses (House of Commons) ist und im Kabinett Truss vom 6. September bis zum 25. Oktober 2022 Minister für Umwelt, Ernährung und Angelegenheiten des ländlichen Raums war.

## Leben
Ranil Malcolm Jayawardena, Sohn des 1978 aus Sri Lanka eingewanderten Nalin Jayawardena und der aus Indien stammenden Indira Das Jayawardena, absolvierte seine schulische Ausbildung an der Infant School und Junior School in Hook, der Robert May’s School in Odiham sowie am Alton College in Alton. Danach begann er ein Studium im Fach Governance an der London School of Economics and Political Science (LSE), welches er 2008 mit einem Bachelor of Science (B.Sc. Governance) beendete. Im Anschluss war er für die Lloyds Banking Group tätig und arbeitete ehrenamtlich für James Arbuthnot, der zwischen 1997 und 2015 den Wahlkreis North East Hampshire als Abgeordneter im Unterhaus vertrat. Seine politische Laufbahn begann er in der Kommunalpolitik, als er am 5. Mai 2008 zum Mitglied des Rates des Borough Basingstoke and Deane gewählt wurde, dem er bis zum 11. Mai 2015 angehörte. Während seiner Zeit als Ratsmitglied war er auch Beigeordneter für Finanzen und Eigentum, bevor er zum stellvertretenden Vorsitzenden des Rates ernannt wurde. Er trat für „Gemeindesicherheitspatrouillen“ ein, um antisoziales Verhalten und Müll zu bekämpfen und eine halbe Stunde kostenloses Parken auf „Kurzzeitparkplätzen“ im Innenstadtbereich ein.
Bei der Unterhauswahl am 7. Mai 2015 wurde Jayawardena für die konservativen Tories als Nachfolger von James Arbuthnot im Wahlkreis North East Hampshire erstmals zum Mitglied des Unterhauses (House of Commons) gewählt und bei den Unterhauswahlen am 8. Juni 2017 und 12. Dezember 2019 jeweils wiedergewählt. Zu Beginn seiner Parlamentszugehörigkeit war er zwischen dem 8. Juli 2015 und dem 3. Mai 2017 Mitglied des Innenausschusses (Home Affairs Committee) sowie zugleich vom 31. Oktober 2016 bis zum 3. Mai 2017 Mitglied des Ausschusses für Internationalen Handel (International Trade Committee). Er war danach zwischen dem 11. September 2017 und dem 6. November 2019 sowohl Mitglied des Verfahrensausschusses (Procedure Committee) und erneut Mitglied des Ausschusses für Internationalen Handel sowie des Weiteren zwischen dem 10. Oktober 2017 und dem 6. November 2019 auch Mitglied des Ausschusses für Waffenausfuhrkontrollen (Committees on Arms Export Controls). Später gehörte er vom 23. März bis zum 11. Mai 2020 dem Gremium der Ausschussvorsitzenden (Panel of Chairs) als Mitglied an.
Am 13. Februar 2020 übernahm er als Nachfolger von Paul Scully die Funktion als stellvertretender Geschäftsführender Vorsitzender der Konservativen Partei (Deputy Chairman of the Conservative Party) und übte diese bis zu seiner Ablösung durch Lee Rowley am 5. Mai 2020. Am 6. Mai 2020 übernahm Ranil Jayawardena im zweiten Kabinett Boris Johnson sein erstes Regierungsamt und fungierte bis zum 6. September 2022 als Parlamentarischer Unterstaatssekretär im Ministerium für Internationalen Handel (Parliamentary Under-Secretary, Department for International Trade). Im darauffolgenden Kabinett Truss war er vom 6. September bis zum 25. Oktober 2022 Minister für Umwelt, Ernährung und Angelegenheiten des ländlichen Raums (Secretary of State for Environment, Food and Rural Affairs). Zu Beginn des Jahres 2025 wurde er als Knight Bachelor in den Adelsstand erhoben.
Aus seiner 2011 geschlossenen Ehe mit Alison Lyn Roberts gingen zwei Töchter und ein Sohn hervor.